# 미국 제7함대의 전진 배치된 함정 목록
다음은 미국 제7함대의 현재와 과거의 전방 배치된 함선 목록이다. 미국 제7함대의 작전지역을 지나는 부대는 각 태스크포스의 작전통제에 놓인다.

## 일본

### 요코스카 미국 함대 시설

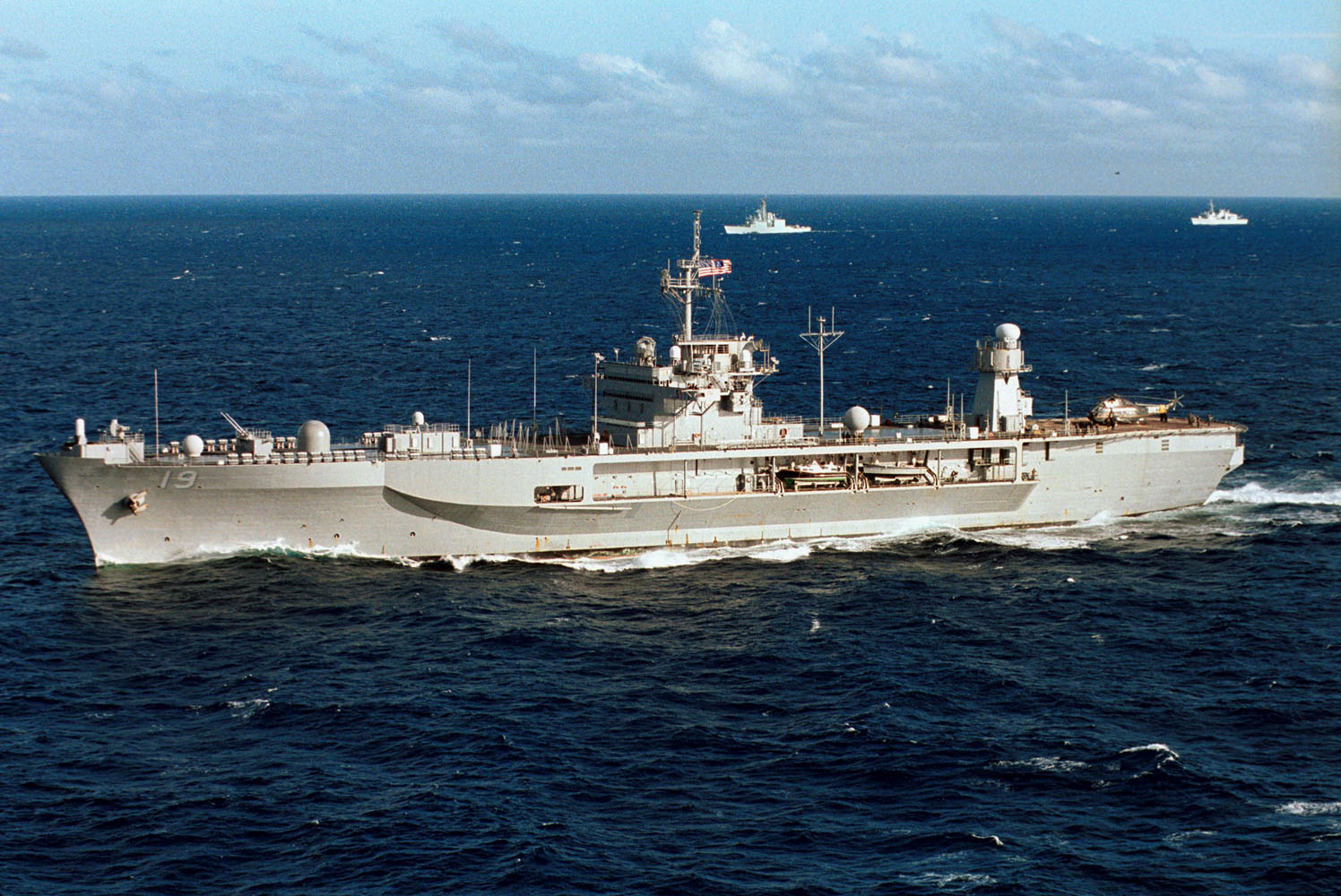
USS 블루리지, 미국 제7함대 기함

- 미국 제7함대 기함: USS 블루리지 (LCC-19)
- 제5항공모함타격단, 기함: USS 로널드 레이건 (CVN-76)
- 타이콘데로가급 순양함
  - USS 앤티탐 (CG-54)
  - USS 로버트 스몰스 (CG-62)
  - USS 실론 (CG-67)
- 알레이버크급 구축함
  - USS 벤포드 (DDG-65)
  - USS 밀리어스 (DDG-69)
  - USS 히긴스 (DDG-76)
  - USS 하워드 (DDG-83)
  - USS 셔프 (DDG-86)
  - USS 듀이 (DDG-105)
  - USS 랄프 존슨 (DDG-114)
  - USS 라파엘 페랄타 (DDG-115)

### 사세보 미국 해군기지
- 상륙함
  - USS 아메리카 (LHA-6)
  - USS 뉴오리건 (LPD-18)

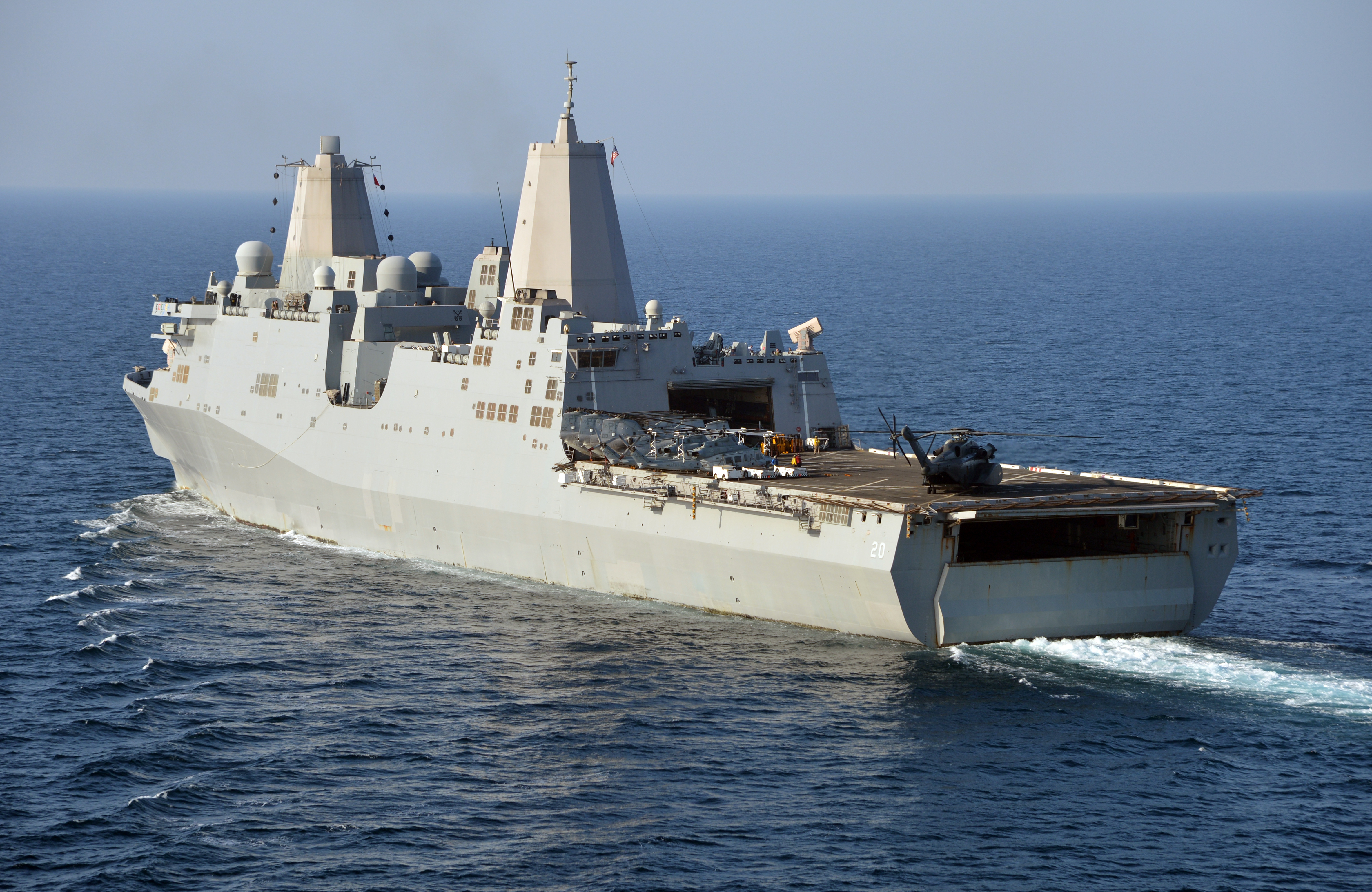
USS 그린베이 (LPD-20)

  - USS 그린베이 (LPD-20), 2015년 2월 19일~ 현재
  - USS 게르만타운 (LSD-42), 1991년 ~ 2002년, 2011년 ~ 현재
  - USS 러시모어 (LSD-47)
  - USS 애쉬랜드 (LSD-48), 2013년 ~ 현재
- 소해함
  - USS 패트리어트 (MCM-7)
  - USS 파이오니어 (MCM-9)
  - USS 워리어 (MCM-10), 2014년 ~ 현재
  - USS 치프 (MCM-14), 2014년 ~ 현재

## 미국령 괌 해군기지

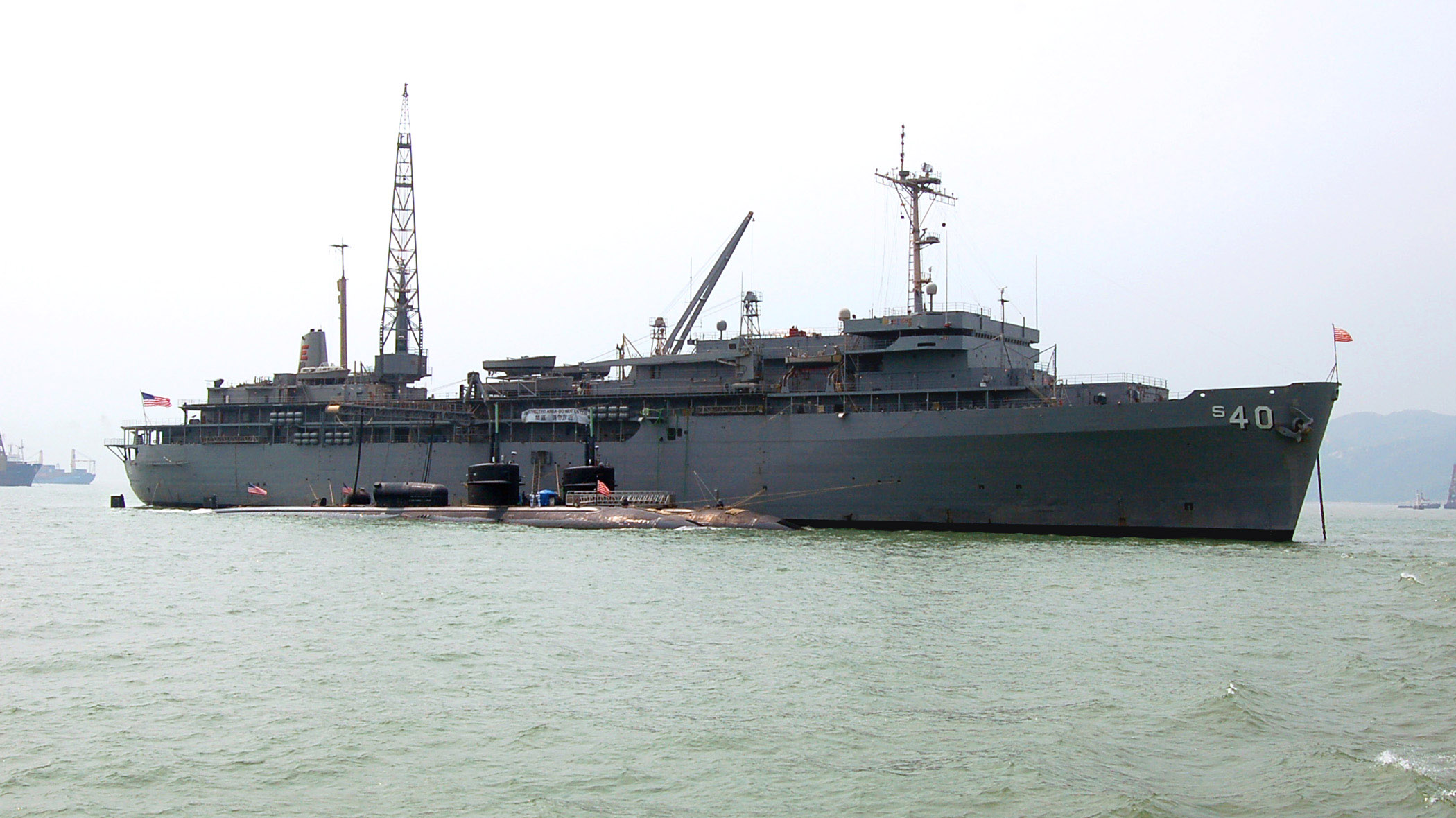
USS 프랭크 케이블 (AS-40)

- 이모리 S. 랜드급 잠수모함
  - USS 프랭크 케이블 (AS-40)
- 로스앤젤레스급 잠수함
  - USS 키 웨스트 (SSN-722)
  - USS 애쉬빌 (SSN-758)
  - USS 재퍼슨시티 (SSN-759)
  - USS 애나폴리스 (SSN-760)
  - USS 스프링필드 (SSN-761)

## 과거

### 항공모함
- USS 미드웨이 (CV-41)
- USS 키티호크 (CV-63)
- USS 인디펜던스 (CV-62)
- USS 조지 워싱턴 (CVN-73), 2008년 ~ 2015년

### 순양함
- USS 오클랜드 시티 (CG-5)
- USS 워든 (CG-18)
- USS 빈센스 (CG-49), 1997년 ~ 2005년
- USS 벙커힐 (CG-52), 1988년 8월 ~ 1998년 7월
- USS 모빌 베이 (CG-53)
- USS 카우펜스 (CG-63)

### 구축함
- USS 로완 (DD-782)
- USS 리처드 앤더슨 (DD-786)
- USS 바셀 (DD-845)
- USS 헨리 W. 터커 (DD-875), 1968년 ~ 1970년 8월
- USS 오덴도르프 (DD-972)
- USS 코흐라네 (DDG-21), 1983년 ~ 1990년 10월
- USS 와델 (DDG-24)
- USS 파슨스 (DDG-33)
- USS 타워스 (DDG-9), 1980년 10월 ~ 1990년 10월
- USS 헤위트 (DD-966)
- USS 오브라이언 (DD-975), 1992년 8월 ~ 2004년
- USS 쿠싱 (DD-985), 1998년 3월 ~ 2005년
- USS 파이프 (DD-991)
- USS 리브스 (DLG-24)

### 프리깃
- USS 녹스 (FF-1052), 1977년 8월 ~ 1988년 7월
- USS 프란시스 하몬드 (FF-1067)
- USS 커크 (FF-1087)
- USS 커츠 (FFG-38)
- USS 맥클로스키 (FFG-41), 1990년 ~ 1996년
- USS 타치 (FFG-43)
- USS 벤데그리프 (FFG-48)
- USS 게리 (FFG-51)
- USS 로드니 M. 데이비스 (FFG-60), 1988년 3월 ~ 1995년

### 보조함
- USS 화이트 플레인스 (AFS-4)
- USS 캐스터 (AKS-1), 1954년 - 1968년
- USS 폴루스 (AKS-4), 1958년 ~ 1968년 12월
- USS 마호팍 (ATA-196)

### 상륙함
- 헬리콥터 강습상륙함
  - USS 벨레우드 (LHA-3); 1992년 ~ 2000년
- 헬리콥터 선거상륙함
  - USS 에식스 (LHD-2); 2000년 ~ 2012년
  - USS 본험 리처드 (LHD-6); 2012년 ~
- 선거상륙함
  - USS 에핑 포레스트 (LSD-4); 1962년 11월 30일 이후 소해지원함 USS 에핑 포레스트 (MCS-7)
  - USS 포트 맥헨리 (LSD-43); 1995년 ~ 2006년
  - USS 토르투가 (LSD-46); 2006년 ~ 2013년
  - USS 하퍼스 페리 (LSD-49); 2002년 ~ 2011년
- 선거수송상륙함
  - USS 더뷰크 (LPD-8); 1985년 ~ 1999년
  - USS 덴버 (LPD-9); 2008년 ~ 2014년
  - USS 주노 (LPD-10); 1999년 ~ 2008년
- 전차상륙함
  - USS 샌 베르나르디노 (LST-1189)
- 수륙양용화물선
  - USS 세인트루이스 (LKA-116)

### 잠수함
- - USS 다터 (SS-576)
  - USS 바벨 (SS-580)
- 기뢰함
  - USS 어벤저 (MCM-1); 2009년 ~ 2014년
  - USS 디펜더 (MCM-2); 2009년 ~ 2014년
  - USS 가디언 (MCM-5); 불명 ~ 2013년
- 소해함/정
  - USS 서프버드 (ADG-383))
  - USS 윕프윌 (MSC-207)
  - USS 앨버트로스 (MSC-289)

### 지원함
- 운송함
  - USS 마스 (AFS-1)
  - USS 나이아가라폴스 (AFS-3)
  - USS 화이트플레인스 (AFS-4)
- 급유함
  - USS Passumpsic (AO-107)
  - USS Hassayampa (AO-145)
- 구난함
  - USS Beaufort (ATS-2)
  - USS 브룬스윅 (ATS-3), 대한민국 해군으로 인도되어 ATS-28 광양가 됨.
- 수리함
  - USS 에이젝스 (AR-6)
- 선도함
  - USNS 세이프가드 (T-ARS-50)

## 참고
- “About Us”. 《Carrier Strike Group 5 (COMCARSTRKGRU FIVE)》 (영어). 2023년 7월 17일에 확인함.
- “About Us”. 《Expeditionary Strike Group SEVEN》 (영어). 2023년 7월 17일에 확인함.